# Diego Zago
Diego Zago Gavito (Puebla, 24 de abril de 2002) es un futbolista mexicano  que se desempeña en la demarcación de mediocampista en el Tlaxcala FC de la Liga de Expansión MX.

## Trayectoria
Canterano del Club Puebla, jugó en todas las categorías desde la sub-13 hasta la 20, debutó en primera división el 1 de febrero de 2020 ante el Club Necaxa.
En 2023 es prestado al Tlaxcala Fútbol Club. Para el torneo apertura 2023 regresa al Club Puebla.

## Clubes
| Club          | País   | Año             |
| ------------- | ------ | --------------- |
| Club Puebla   | México | 2015 - 2022     |
| Tlaxcala F.C. | México | 2023            |
| Club Puebla   | México | 2023 - 2024     |
| Tlaxcala F.C. | México | 2024 - presente |